# بندر جوشان
بندر جوشان، یک آبادی از توابع بخش جوشان ، شهرستان گلباف در استان کرمان ایران است.

## جمعیت
این آبادی در بخش جوشان قرار دارد و براساس سرشماری مرکز آمار ایران در سال ۱۳۹۵، خالی از سکنه دائم بوده‌است.